# Denis Joseph Dougherty

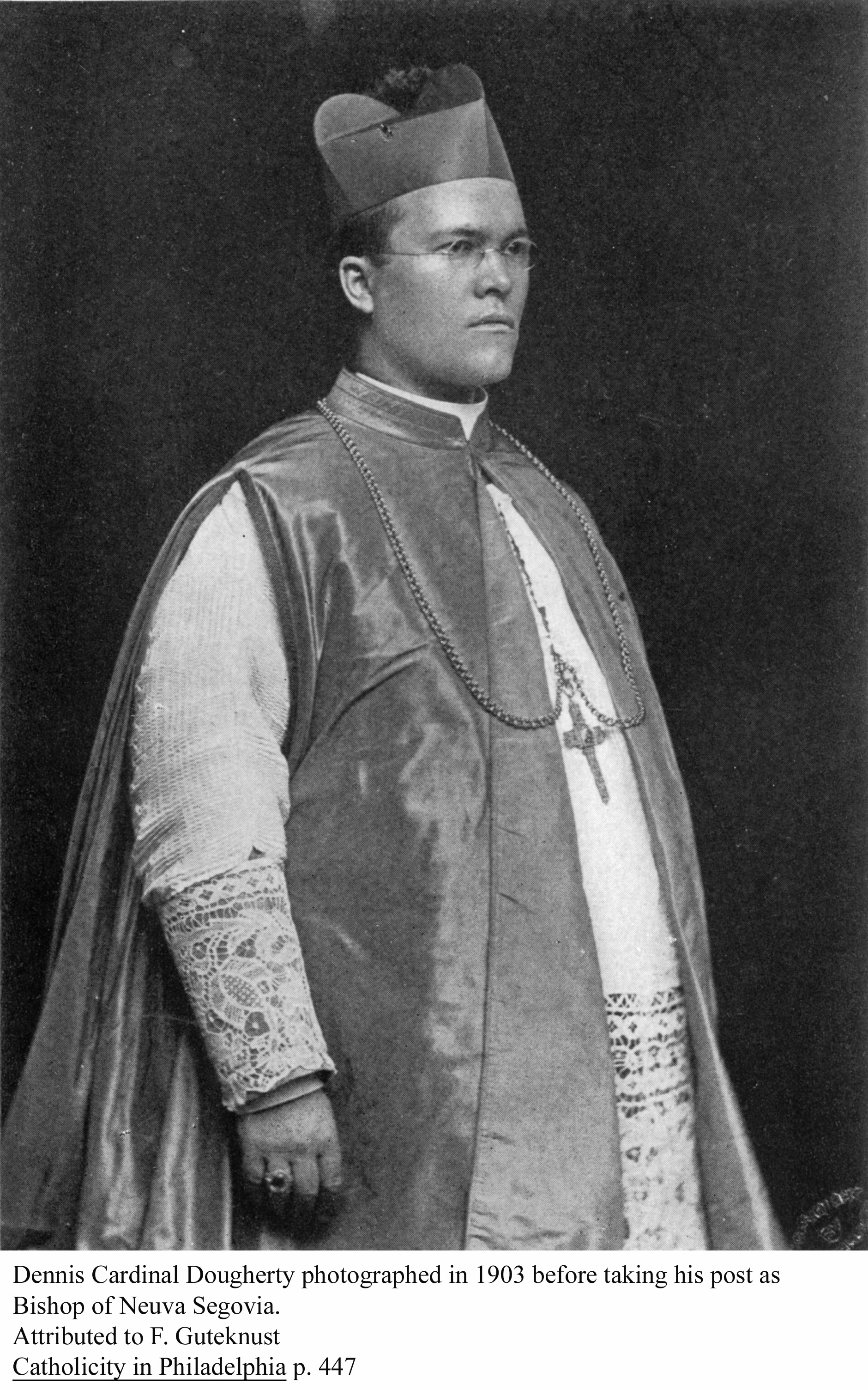
Denis Joseph Dougherty im Jahr seiner Bischofsweihe (1903)

Denis (auch: Dennis) Joseph Kardinal Dougherty (* 16. August 1865 in Ashland, Pennsylvania; † 31. Mai 1951 in Philadelphia) war ein US-amerikanischer Geistlicher. Er war zunächst aufeinander folgend Bischof der Bistümer Nueva Segovia, Jaro und Buffalo. Von 1918 bis zu seinem Tod amtierte er schließlich als Erzbischof von Philadelphia.

## Leben

Kardinalswappen (ab 1921)

Dougherty studierte Katholische Theologie und Philosophie in Montréal, Overbrook und Rom. Er schloss seine Studien mit einer Promotion zum Doktor der Theologie ab und empfing am 31. Mai 1890 das Sakrament der Priesterweihe. Anschließend versah er das Amt des Offizials der Erzdiözese Philadelphia und unterrichtete am Seminar von Overbrook die Fächer Englisch, Latein, Geschichte und Katholische Religion.
Am 12. Juni 1903 erhielt er die Ernennung zum Bischof von Nueva Segovia auf den Philippinen. Die Bischofsweihe empfing er zwei Tage später durch Kardinal Francesco Satolli; Mitkonsekratoren waren Kurienerzbischof Pietro Gasparri und der emeritierte Bischof von Guastalla, Erzbischof Enrico Grazioli.
Papst Pius X. ernannte Dougherty am 21. Juni 1908 zum Bischof von Jaro auf den Philippinen. Papst Benedikt XV. berief ihn in seine amerikanische Heimat zurück und ernannte ihn am 9. Dezember 1915 zum Bischof von Buffalo. Am 1. Mai 1918 wurde Dougherty zum Erzbischof von Philadelphia ernannt und am 10. Juli desselben Jahres in das Amt eingeführt.
Am 7. März 1921 wurde Dougherty im Rahmen des Konsistoriums von Papst Benedikt XV. als Kardinalpriester mit der Titelkirche Santi Nereo ed Achilleo in das Kardinalskollegium aufgenommen. Denis Joseph Kardinal Dougherty nahm am Konklave des Jahres 1939 teil.
In den 1930er Jahren lud er die Ordensgemeinschaft der Missionsärztlichen Schwestern (engl.: Medical Mission Sisters (MMS)) nach Philadelphia ein, wo sie dann schließlich 1964 ihren Hauptsitz in Nordamerika gründeten.
Er starb am 31. Mai 1951 in Philadelphia und wurde in der dortigen Kathedrale bestattet. Sein Neffe war der Bischof von Scranton, Joseph Carroll McCormick.